# حسین شکویی
حسین بیک‌زاده شکوئی، (زاده ۹ آذر ۱۳۱۲ در تبریز - درگذشت ۲۸ شهریور ۱۳۸۴ در تهران)، جغرافی‌دان معاصر ایرانی و بنیان‌گذار گروه جغرافیای دانشگاه ملی سابق (شهید بهشتی)، عضو پیوسته فرهنگستان علوم  و استاد سابق دانشگاه تربیت مدرس است. وی در سومین دوره جایزه ملی چهره‌های ماندگار ایران، به عنوان چهره ماندگار جغرافیا برگزیده شد. او در مقام شارح، ناقد و نظريه‌پرداز، تأثيری جدی و قابل تأمل بر عرصه جغرافيای ایران داشته است.

## زندگی
حسین شکوئی به سالِ ۱۳۱۲ در تبریز دیده به جهان گشود. پدرش محمد نام داشت. او پس از اتمام تحصیلات ابتدائی در مدرسه شمس، وارد دوره دبیرستان در مدرسه لقمان شده و نزد بزرگانی چون «عباس دیهیمی» و «استاد تقی میرفخرایی» مدرس زبان فرانسه در دانشگاه تبریز به کسب دانش پرداخت. حسین شکوئی به سال ۱۳۳۴ در دانشگاه تبریز در رشته «تاریخ و جغرافیا» مشغول به تحصیل شد. استاد قاضی، استاد ادیب طوسی، دکتر منوچهر مرتضوی و دکتر جهانگیر صوفی از جمله استادان وی در این مقطع تحصیلی هستند که او از آن‌ها به نیکی یاد می‌کرد. او پس از پایان دوره کارشناسی شغل دبیری را برگزید و در دبیرستان‌های شهرستان اسکو، تبریز و تهران به تدریس پرداخت و این شغل را تا پایان مقطع فوق لیسانس در ۱۳۴۶خورشیدی از دانشگاه تهران ادامه داد. شکویی دوره دکتری را در رشته جغرافیای انسانی در دانشگاه استانبول ترکیه در ۱۳۵۴ خورشیدی به پایان رساند البته باید اذعان کرد که شکویی به خاطر فعالیت های علمی و ممتاز بودن در دوره کارشناسی ارشد، بورس تحصیلی از دانشگاه میشیگان آمریکا دریافت کرد و قبل از ورود به دانشگاه استانبول عازم آمریکا شد اما به دلیل مشکلات خانوادگی تحصیلات دکتری را در آمریکا نیمه تمام رها کرد. این جغرافیدان برجسته به خاطر دانش بالای خود خیلی زود و در همان مقطع فوق لیسانس به درجه استادیاری ارتقا یافت و با شکل گیری دانشگاه تربیت مدرس از ۱۳۶۴ خورشیدی با پذیرش مسئولیت رشته علوم جغرافیایی به این دانشگاه رفت و یکی از پایه گذاران تحصیلات تکمیلی در کشور شد. همچنین جالب توجه است که وی ۳۵ ساله بود که پس از سالها تلاش توانست رشته‌های تاریخ و جغرافیا را در دانشگاه‌ها از هم جدا کند و پیوند دانش جغرافیا را با مسائل اقتصادی و سیاسی آشکار سازد. ۳۷ ساله بود که نخستین اثرش "فلسفه جغرافیا" را نوشت و مفاهیم و مضامین بنیادین جغرافی را تشریح کرد. این در حالی است که ۴۵ ساله بود که از دانشگاه استانبول دانشنامه دکتری در جغرافیای انسانی گرفت.
کتابهایی که  وی تألیف نموده است از جمله شاهکارهای علمی و جغرافیایی می‌باشند. هزچند که مافیای موجود در دانشگاهها و جغرافیا علی رغم اشتیاق همه دانشجویان هیچ گاه اجازه ندادند حسین شکویی در دانشگاه تهران حضور پیدا کند. ولی آثار جاودانه او چراغی است در این تاریکخانه جغرافیا و سالیان منبع معتبر برای دانشجویان و استادان بوده و خواهد بود. کمتر کتابهایی را می‌توان یافت که در استواری علمی و فن نوشتاری همچون آثار ایشان یافت. حتی در کتابهای مشابه منتشر شده در انجمن جغرافی‌دانان آمریکا کمتر کسانی در حد و اندازه پروفسور حسین شکویی دیده می‌شود. به نقل از لیلا اباذزی شاگرد ایشان در سال‌های دور در دانشگاه تبریز ایشان علاوه بر استادی در جغرافیا، بسیار با اخلاق و پر احساس و بوده‌اند.
پس از گذراندن دوران تحصیلی مدرک کارشناسی خود را در رشته تاریخ و جغرافیا از دانشگاه تبریز (۱۳۳۷)، مدرک کارشناسی ارشد را از دانشگاه تهران (۱۳۴۶) و مدرک دکترای تخصصی خود را در رشته جغرافیای انسانی از دانشگاه استانبول (۱۳۵۷) دریافت کرد.
دکتر حسین شکوئی بیش از ۱۰ سال در دانشگاه تبریز تدریس می‌کرد و در سال ۱۳۶۴ پس از عزیمت به تهران در دانشگاه تربیت مدرس مشغول به تدریس شد و می‌توان او را در ردیف اولین پایه‌گذاران دوره دکترای رشته جغرافیا در دانشگاه تربیت مدرس معرفی کرد. باید اذعان کرد که دغدغه اصلی شکویی به هنگام ورود به دانشگاه تربیت مدرس یکی تقویت نظریه‌پردازی در علوم جغرافیایی و دیگری شناخت مشکل‌های اصلی شهر و ارائه راه حل برای آن بود.
او در طول دوران علمی خود رساله‌ها (در سطح دکتری) و پایان‌نامه‌های (در سطح کارشناسی ارشد) زیادی را راهنمایی کرده‌اند. ایشان در مجامع مختلف علمی از قبیل فرهنگستان علوم جمهوری اسلامی ایران، هیأت رئیسه انجمن جغرافیدانان ایران، شورای‌عالی سمت، سرپرستی کمیته جغرافیا در وزارت فرهنگ و آموزش عالی و...، عضویت فعالی داشتند و پس از مدت‌ها تلاش در راه علم، توانستند به عنوان یکی از چهره‌های ماندگار کشور (در جغرافیا) معرفی شوند.
همچنین در سال‌های ۱۳۷۲ و ۱۳۷۶، استاد نمونه دانشگاه تربیت مدرس شناخته شدند و کتاب‌های تألیفی ایشان در سال‌های ۱۳۶۷ و ۱۳۷۵ به عنوان کتاب‌های برگزیده سال جمهوری اسلامی ایران معرفی شد. 
دکتر حسین شکوئی از جمله استادانی است که سال‌های عمر خود را به مطالعه، پژوهش و تدریس دانشگاهی گذرانده و نتیجه علاقه وی به تحصیل و تدریس در رشته جغرافیا، ۴۴ سال سابقه تدریس در دانشگاه و انتشار کتاب‌ها و مقالات مختلف بوده‌است.
وی همچنین سالها عضو شورای انقلاب فرهنگی و طراح برنامه‌های آموزش جغرافیای دانشگاهی و در فرهنگستان علوم هم نماینده این علم وسیع و دامنه‌دار بوده و در بسیاری از تأسیسات اجرایی کشور هم که برنامه‌های توسعه اقتصادی و شهری داشته‌اند به عنوان مشاور حضور داشته است.
دکتر شکوئی در شهریورماه ۱۳۸۴ در بیمارستان مهرداد تهران درگذشت‌ و در قطعه هنرمندان گورستان بهشت‌زهرا تهران، به خاک سپرده شد. در تشییع جنازه او اعضای فرهنگستان علوم، تعدادی از نمایندگان مجلس شورای اسلامی، رئیس قدیم و جدید دانشگاه تربیت مدرس، وزیر سابق علوم و تحقیقات و فناوری، شهردار تهران و بسیاری از شاگردان او که در مقام های مختلف آموزشی و اجرایی قرار داشتند حضور داشتند. 6 ماه پس از مرگ، کتاب‌های شخصی مرحوم شامل ۲ هزار و ۱۳۱ جلد کتاب از منابع موجود در کتابخانه شخصی ایشان به زبان های فارسی و انگلیسی در حوزه جغرافیایی شهری، انسانی، تاریخی، متون فلسفی و نشریات خارجی به کتابخانه مرکزی تبریز اهدا شد.
کتاب «بر بلندای اندیشه» نوشته سید علی بدری دانشیار جغرافیای دانشگاه تهران به واکاوی سیر تحول اندیشه‌ی علمی دکتر حسین شکویی می‌پردازد. همچنین مهری اذانی استادیار گروه جغرافیای دانشگاه آزاد اسلامی واحد نجف‌آباد مقاله‌ای را تحت عنوان «گذری بر حوزه جغرافیا و فلسفه سیاسی در اندیشه شادروان پروفسور حسین شکوئی» در سال ۱۳۸۸ نوشت که به بررسی دیدگاههای اندیشه‌ای پروفسور شکویی در حوزه جغرافیا و فلسفه سیاسی می‌پرداخت. سیدمحسن حبیبی استاد شهرسازی دانشگاه تهران و دو تن از شاگردانش نیز در سال 1389 مقاله‌ای را با عنوان «بازخوانی سير تطور انديشه در آثار دکتر حسين شکويی» به نگارش درآوردند که كاوشی در انديشه‌ها و تفكرات شكويی از طريق بازخوانی آثار و بررسی سير تحول و تطور انديشه در فكر و ذهن او در قالب سه دوره فكری مشخص است.

## تالیفات
آثار و تألیفات شکویی از جمله شاهکارهای علمی و جغرافیایی محسوب می‌شوند و کمتر کتاب‌هایی را می‌توان یافت که در استواری علمی و فن نوشتاری مانند آثار وی باشند. اهمیت آثار شکویی تا آن جایی است که جزو منابع معتبر و اصلی برای دانشجویان جغرافیا به حساب می‌آید.
- فلسفه جغرافیا، انتشارات دانشگاه تبریز، که بعدها انتشارات گیتاشناسی آن را تجدید چاپ کرد و اکنون چاپ دوازدهم کتاب منتشر شده‌است. اولین چاپ کتاب در سال ۱۳۴۹ بوده‌است.
- جغرافیای شهری، جلد اول و دوم، دانشگاه تبریز، این دو کتاب اکنون در دانشگاه پیام نور تدریس می‌شوند. چاپ اول این دو کتاب در سال ۱۳۵۲ بوده‌است.
- شهرک‌های جدید ۱۳۵۳، دانشگاه تبریز، این کتاب اکنون بسیار نایاب است.
- حاشیه‌نشیان شهری، ۱۳۵۵، دانشگاه تبریز، از اولین کتاب دربارهٔ اسکان غیررسمی و حاشیه‌نشینی در ایران است. این کتاب نیز اکنون نایاب است.
- جغرافیای کاربردی و مکتب‌های جغرافیایی، انتشارات آستان قدس رضوی، چاپ اول: ۱۳۶۵.
- مقدمه‌ای بر جغرافیای جهانگردی، انتشارات مؤسسه تحقیقات اجتماعی و علوم انسانی، تبریز، فروردین ماه ۱۳۵۴، این کتاب نیز بسیار نایاب استو.
- محیط زیست شهری، ۱۳۵۵، دانشگاه تبریز، این کتاب نیز نایاب است.
- جغرافیای اجتماعی شهرها، اکولوژی اجتماعی، انتشارات جهاد دانشگاهی، اولین کتابی است در ایران که به مفاهیمی چون «گتوهای شهری» می‌پردازد. چاپ نخست کتاب در سال ۱۳۶۶ بوده و تاکنون چندین مرتبه چاپ شدهاست.
- دیدگاه‌های نو در جغرافیای شهری، انتشارات سمت ، ۱۳۷۳.
- اندیشه‌های نو در فلسفه جغرافیا، جلد اول، انتشارات گیتاشناسی، ۱۳۷۵.
- اندیشه‌های نو در فلسفه جغرافیا، جلد دوم، فلسفه‌های محیطی و مکتب‌های جغرافیایی، انتشارات گیتاشناسی، چاپ اول، زمستان ۱۳۸۲.

شکویی به دلیل تأثیرگذاری زیاد در عرصه جغرافیا، همچنین به دلیل تفکرات و اندیشه‌های ارزشمندش برای صاحب نظران و دانشمندان شناخته شده است.

## مشرب فکری
دکتر شکویی مباحث و مطالب جغرافیایی را در قالب مسائل اجتماعی و اقتصادی می‌دید، و مسائل را در چارچوب بازدهی و سودآوری‌ای که برای جامعه دارند، از منظر عدالت اجتماعی بررسی می‌کرد. هدف وی آن بود که با این تحلیل‌ها بتواند جامعهٔ متعادل و مطلوبی را در منطقهٔ کاری خویش ایجاد کند. تأکید وی بر شناخت پایه‌های اساسی مسائل جغرافیایی، نهایتاً منجر به جغرافیای کاربردی شد که در آن، جغرافیدانان نیز سهمی در حل مسائل اجتماعی بر عهده دارند.

## حوزه تأثیر
تلاش‌های او اثر بسیار مثبت وسازنده‌ای بر علم جغرافیا و جامعه‌ی جغرافیدانان ایران گذارده است. او از چند دیدگاه تأثیر عمیقی بر دانش جغرافیای ایران داشته است: 
به گفته محمدحسن گنجی، شکوئی به عنوان یک واسطه قوی بین دانش جغرافیا در ایران و جهان خارج عمل می کرد و در روزگاری که بین جغرافیدانان دانشگاهی ایران کمتر ارتباط انفرادی با علم جغرافیا و تحولات آن در خارج وجود داشت وی چه از طریق معرفی کتابها و مقالات مهم خارجی در صفحات رشد آموزش جغرافیا که خود سالها سردبیر آن بود و چه از طریق دسترسی به نفیس‌ترین و جدیدترین و گران‌ترین کتابهای حاوی افکار نو و اظهار آنها در کلاسهای درس و سخنرانی های عمومی، هموطنان را در جریان تحولات جدید علمی قرار می داد و دانشجویان را به پژوهش درباره آنها تشویق می‌کرد و از این لحاظ می توان ادعا کرد که در ۱۵ موردی که او خود راهنمای پایان نامه‌های دکتری جغرافیا در دانشگاه تربیت مدرس بوده و هم چنین در دیگر موارد آن دانشگاه دارندگان دکترای جغرافیا از دست دکتر شکوئی احتمالاً دست کمی از فرهیختگان مشابه در دانشگاه های معتبر خارجی ندارند. وی حتی جغرافیدانان ایرانی را با مکاتبی غیر از مکتب‌های حاکم بر جامعه‌ی دانشگاه‌های کشور آشنا نمود.
در حوزه فلسفه جغرافيا، شادروان دكتر حسين شكويی يكی از آن نامور چهره‌ها وانديشمندانی است كه بر عرصه جغرافیای ايران تأثيرگذاری‌های فراوان داشته و در تغييرات و تحولات و پويايی جغرافیای ايران‌زمين از سهم ارزنده‌ای برخوردار است. اعتقاد به تفكر سيستمی در رسيدن به تحليل‌های جغرافيايی، ايدئولوژی و سياست‌گذاری نظام های حاكم بر فضاهای جغرافيایی، تأكيد بر عدالت اجتماعی و زدودن فقر از چهره جغرافيای فقر در كشورهای جنوب از يافته‌های سير فلسفه سياسی ايشان در فضاهای جغرافيايی می‌باشد. در واقع جغرافیای ایران که تا قبل ازدهه ۱۳۵۰خورشیدی فاقد تفکرات فلسفی بود با تلاش و همت شکویی روزنه‌های فلسفی بر روی آن باز شد و دانشجویان این رشته با مباحث فلسفی و پارادایم جغرافیا آشنا شدند.

## جوایز
- مدال درجه یک فرهنگ (رتبه اول در دوره لیسانس).
- کتاب سال جمهوری اسلامی ایران در دو نوبت سال‌های ۱۳۶۷ و ۱۳۷۵.
- استاد نمونه کشور در سال ۱۳۷۴
- استاد نمونه دانشگاه تربیت مدرس در سال ۷۲ و ۷۶.
- چهره ماندگار جغرافیا در سال ۱۳۸۳.